# 畠山義綱
畠山義綱（生年不詳－1594年2月11日）是日本戰國時代至安土桃山時代在能登的戰國大名。能登畠山氏第9代當主。父親是第8代當主畠山義續。幼名次郎。別名義胤、義則。官位是修理大夫。正室是六角義賢的女兒。

## 生平

### 繼承家督
天文21年（1551年），父親義續為前年發生的能登天文之內亂負上責任而隱居，於是把家督之位讓予義綱。但是在義綱政權初期，因為義續是後見人，義綱在弘治元年（1555年）之前都沒有主體行動。

### 確立大名專制支配
弘治元年（1555年），因為重臣們為了把大名傀儡化而建立的政治合議組織「畠山七人眾」崩壞，中心人物溫井總貞被義續・義綱父子等人暗殺。在這次暗殺事件後，溫井氏與和溫井氏相當親密的三宅氏聯合加賀一向一揆發動大規模的叛亂，一時間外浦被佔領（弘治內亂）。但是這次內亂亦在永祿3年（1560年）期間被義綱方鎮壓。在這次內亂的過程中，義綱方的士氣高昂，於是大名專制支配被確立。
內亂終息後的永祿3年（1560年）至永祿9年（1566年）時期，是處於末期的能登畠山家相對比較安定的時期。在能登國内沒有家臣謀反或內亂發生。於是向足利將軍家的贈答在永祿4年（1561年）再度恢復，國內氣多社的興建亦得到朝廷許可。後來在永祿5年（1562年）被上杉謙信攻擊的神保長職向義綱請求仲介並調停成功等，開始在外交活動上活躍。同年接受正親町天皇的敕許而再度興建能登一宮，自身亦通過朝廷和幕府來寄進7千疋錢。

### 永祿九年的政變
但是反抗以義綱為中心的大名專制支配的長續連、遊佐續光、八代俊盛等重臣在永祿9年（1566年）發動政變並把義續・義綱父子追放（永祿九年之政變）。因此義綱等人逃往有親戚關係的六角氏領地近江坂本。
以奪回能登為目標的義綱等人在六角氏的支援以及與上杉謙信和神保長職等人的合作，在永祿11年（1568年）侵攻能登，但是失敗並敗退。之後復權的策劃亦沒能成功。
有史料指義綱後來成為豐臣秀吉的家臣，但是不能確定。文祿2年（1593年）12月21日在近江伊香郡（余吳町）的余吾浦死去。戒名是興禪院華岳德榮大居士。

## 人物・逸話
- 雖然身在北陸的能登地方，但是亦與六角義賢和足利義輝交往，與中央政權建立起關係。

- 在永祿九年之政變後一時間改名為「義胤」，但是數年間就改回「義綱」。

- 在「長家家譜」等後世著作中被記錄為「義則」，但是在古文書等優質一級史料中沒有「義則」的名字。

- 花押與祖父畠山義總的非常相似。

- 近臣有飯川光誠，在義綱政權下擔任年寄眾輔助義綱，逃往近江後為了義綱而進行外交等，經常在一線活躍。

- 兩個兒子畠山義慶和畠山義隆被重臣擁立為傀儡君主，比義綱更早死去。